# Stazione di Sellero
La stazione di Sellero è una fermata ferroviaria dismessa della linea Brescia-Iseo-Edolo a servizio dell'omonimo comune.

## Storia
Sellero fu aperta al servizio pubblico il 4 luglio 1909 assieme al tronco ferroviario che unì Breno a Edolo.
Il 15 giugno 2008, con l'introduzione del servizio dei regionali espressi sulla tratta compresa tra le stazioni di Breno e di Edolo, la fermata fu soppressa al servizio passeggeri.

## Strutture e impianti
Il fabbricato viaggiatori è stato costruito dalla Società Nazionale Ferrovie e Tramvie (SNFT) in accordo allo stile delle fermate della ferrovia Iseo-Edolo.
Il piazzale è composto dal solo binario di corsa della linea ferroviaria ed è servito da una banchina, lunga 50 m.

## Movimento
La fermata non è servita da alcuna corsa ferroviaria.